# Jon Voight
Jon Voight, ameriški filmski in gledališki igralec, * 26. december 1938, Yonkers, New York, Združene države Amerike.
Najbolj je znan po svojih vlogah v filmih, kot so Midnight Cowboy (1969), Deliverance (1972), Coming Home (1978), The Champ (1979), Runaway Train (1985) in Ali (2001).
Prejel je oskarja, leta 1979 za najboljšo moško vlogo v filmu Coming Home.
Jon Voight je oče slavne hollywoodske igralke Angeline Jolie.

## Najpomembnejši filmi
- 1969 (Midnight Cowboy)
- 1970 (Catch-22)
- 1972 (Deliverance)
- 1974 (Conrack)
- 1978 (Coming Home)
- 1979 (The Champ)
- 1985 (Runaway Train)
- 1986 (Desert Bloom)
- 1995 (Heat)
- 1996 (Mission: Impossible)
- 1997 (The Rainmaker)
- 1998 (Enemy of the State)
- 2001 (Pearl Harbor)
- 2001 Ali
- 2001 (Uprising)
- 2005 (Pope John Paul II) - TV serija